# Електропуњач
Електропуњач (енгл. Electric Vehicle Supply Equipment — EVSE) је објекaт или место уређено за испоручивање електричне енергије за пуњење повезаних електричних возила (укључујући батеријске електричне аутомобиле, електричне камионе, електричне аутобусе, градске електричне аутомобиле и прикључне хибридне аутомобиле).
Постоје два главна типа пуњача за електрична возила: AC (нaизменична струја) пуњачке станице и DC (једносмерна струја) пуњачке станице. Батареје електричних возила могу се пунити само једносмерном струјом, док већина електричне енергије из мреже долази као наизменична струја. Због тога већина електричних возила има уграђени претварач наизменичне у једносмерну струју, обично познат као „понтификовано пунило“ (OBC). На AC пуњачкој станици, наизменична струја из мреже се шаље на овај уређај који је претвара у једносмерну струју за пуњење батерије.
Време пуњења зависи од капацитета батерије, густине снаге и снаге пуњења. Што је већи капацитет, то батерија може да задржи више енергије (слично као резервоар за гориво). Већа густина снаге омогућава батерији да прими више енергије по јединици времена (као величина отвора резервоара). Већа снага пуњења пружа више енергије по јединици времена (слично брзини протока пумпе). Један од важних недостатака пуњења на високим брзинама је то што оно такође повећава оптерећење мреже електричне енергије. 
Јавне станице за пуњење обично се налазе на отвореном, у тржним центрима, државним установама и другим паркинг зонама. Приватне станице за пуњење углавном се налазе у становањима, на радним местима и у хотелима. Продaja електричних возила је порасла за 40% прошле године, а влада Велике Британије и даље нуди издашне грантове за сваку инсталирану станицу за пуњење код куће или на радном месту. Такве грантове има у Европи, на пример у Шведској. Стамбене организације, удружења и компаније могу добити грантове од Шведске агенције за заштиту животне средине за постављање станица за пуњење. Такође је уобичајена пракса одобравања пореских олакшица за инсталацију станица за пуњење. 
Успостављени су бројни стандарди за технологију пуњења како би се обезбедила међусобна сарадња између произвођача. Стандарди су доступни за номенклатуру, снагу и прикључке. Tesla је развила сопствену технологију у овим областима и почела је да гради своју мрежу пуњења 2012. године.